# Mural Playas de Tijuana

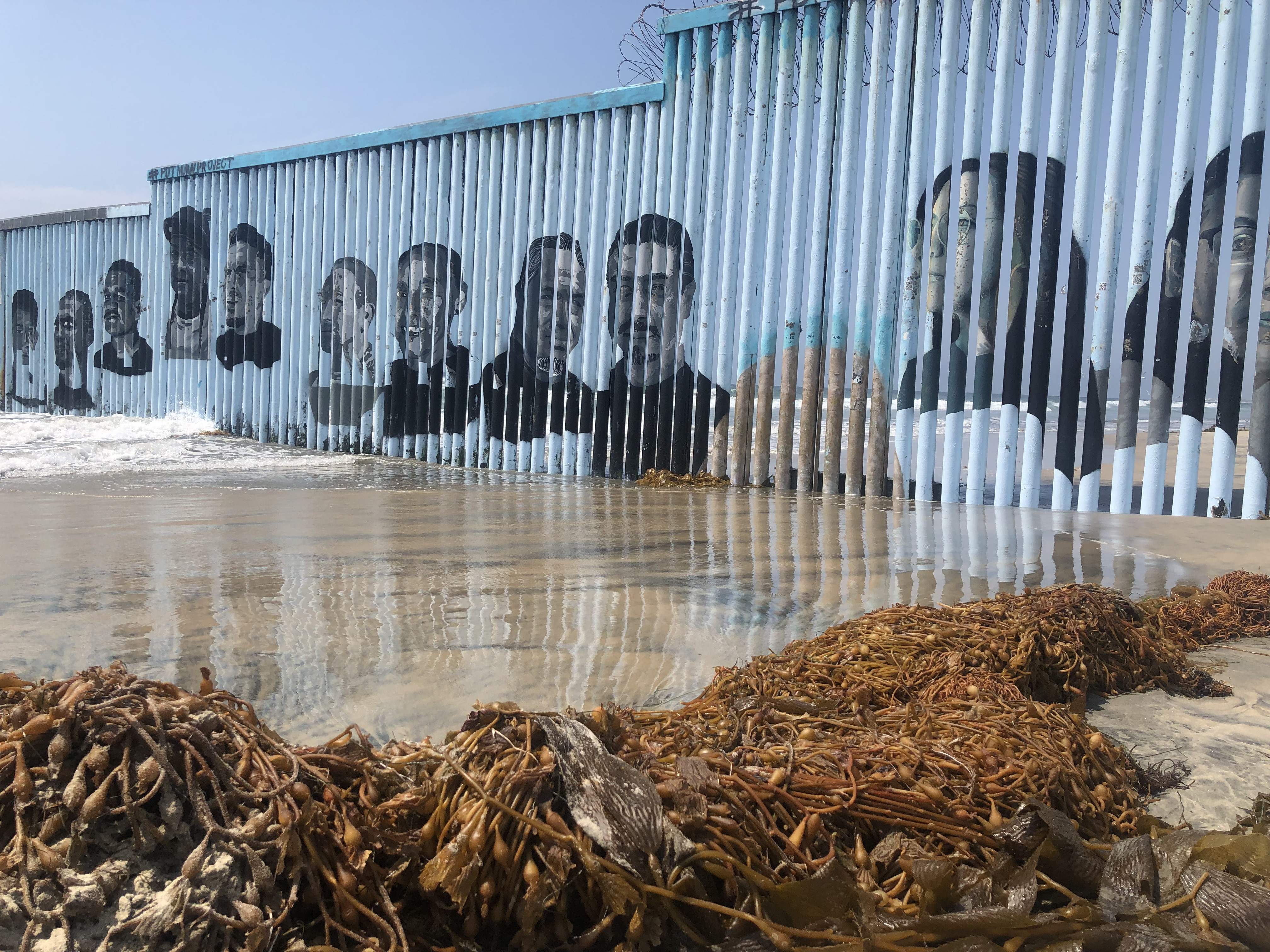
Mural de Playas de Tijuana

El Mural de Playas de Tijuana está plasmado en las barras de metal que dividen la frontera entre Tijuana y San Diego, teniendo como protagonistas a las caras de 15 personas que fueron deportadas y que cada una cuenta con un código QR al costado de cada rostro donde se puede acceder a un sitio web donde se encuentra las historias narradas y más imágenes de las personas que se pueden observar en el mural.
Se trata de un mural cuyo propósito es el de darle una cara a los casos de deportación, no importando realmente los números de estos si no darles un espacio para poder difundir sus historias y de esta manera concienciar a las personas sobre estas situaciones, además de buscar cambiar la manera de ver la deportación que tienen las personas.

## Contexto de su creadora
La directora de este proyecto, Lizbeth de la Cruz Santana es una estudiante de la Universidad de California Davis, nació y creció en California siendo hija de padres inmigrantes, sus padres pudieron obtener un estatus legal gracias a una ley de amnistía del expresidente Ronald Reagan en los años 80’s. Sin embargo, según Lizbeth, mientras ella trabajaba para otro de sus proyectos, quisieron quitarle a su padre la residencia en 2017 por temas raciales, haciendo ver a Lizbeth que no todas las personas deportadas lo son por un delito. 

## Historia
El proyecto inicia en el 2016, al saberse los resultados de la candidatura a presidencia de los Estados Unidos siendo Donald Trump el ganador, Lizbeth de la Cruz se dirigió a Tijuana para la realización de otro proyecto llamado “Humanizando la deportación” donde fue investigadora, al llegar y observar el muro fronterizo decide hacer trabajo de campo para Humanizado la deportación y en ese proceso conoce a Monserrat Godoy en el verano de 2017, y tiempo después conoce a Javier Salazar, quien se hace llamar actualmente como “El Artista Deportado”, ambas personas deportadas y que tuvieron un impacto en Lizbeth, por lo que les propuso participar en el proyecto del mural para así poder contar sus historias.
El proyecto constó de dos etapas, en la primera recibió apoyo financiero por parte de la UC Davis Mellon Public Scholar, que concedió 7,500 dólares a Lizbeth, pudiendo representarse 5 rostros, y en la segunda y última etapa recibió un fondo de 10 mil dólares de la UC Hispanic Serving Institution Pre-Professoriate Fellowship, iniciándose a hacer el proyecto en 2017 y terminando en 2021.
Durante la creación del mural, el público pudo ver de cerca cómo el artista principal, Mauro Carrera, junto con narradores comunitarios, activistas, aliados y voluntarios, trabajaban juntos para dar vida al mural mediante procesos accesibles y creativos.

## Características físicas

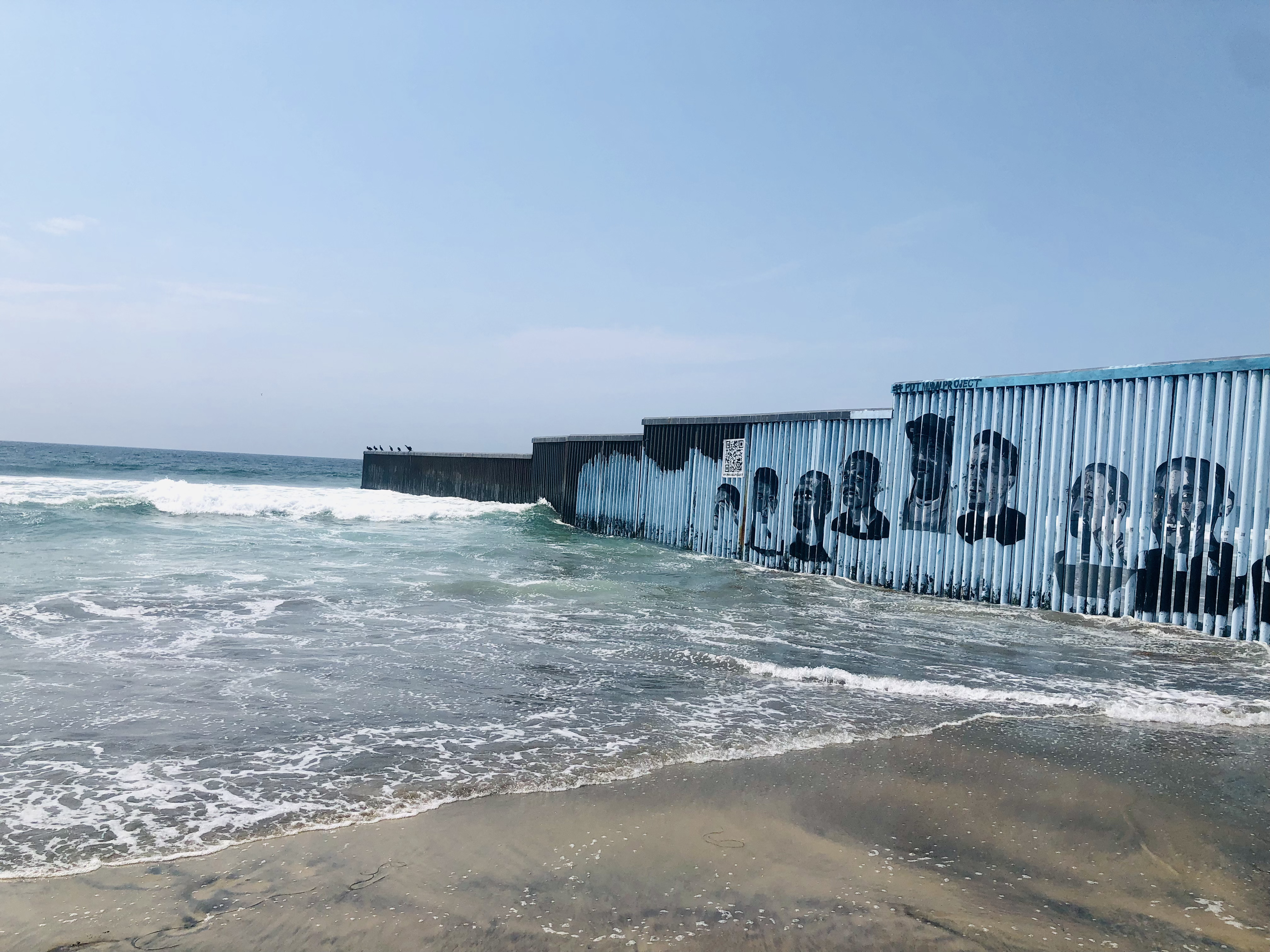
Vista del mural en Playas de Tijuana.

El mural mide alrededor de 45 metros de ancho y 7 metros de alto, se encuentra en las playas de Tijuana al lado mexicano del Parque de la Amistad, en donde el muro fronterizo tiene un encuentro con el océano pacífico.
Cuenta con 15 rostros de personas deportadas representados en el, cada uno dibujados por Lizbeth de la Cruz con algo de ayuda de las mismas personas representadas y de familiares de estas, siendo en parte autorretratos, además de contar con alrededor de 300 códigos QR ubicados alrededor de cada uno de los rostros y en donde se cuentan a través de un sitio web más detalladamente las historias de estas y otras personas que han sido deportadas.
Los rostros fueron pintados en lienzos, que una vez terminados de pintarse se cortaban y se pegaban tira por tira en cada uno de los pilares de la valla fronteriza.
La directora de este proyecto, Lizbeth de la Cruz, no tiene planeado retocar el mural a pesar de su probable desgaste rápido por estar cerca del mar, esto debido a que por los materiales del que está hecho Lizbeth espera que dure por lo menos 5 años, lo que para ella significa tiempo suficiente para que los gobernantes de ambos países puedan trabajar en los temas de inmigración, siendo el mural una representación de que mientras esté exista aún hay tiempo de que se arreglen las problemáticas alrededor de estas situaciones.